# Алісія Роудс
Алі́сія Ро́удс (англ. Alicia Rhodes, нар. 8 вересня 1978 року, Манчестер, Англія, Велика Британія) — британська порноакторка.

## Біографія
Алісія Родс є акторкою, що зіграла в 243 порнофільмах (дані на 2011 рік) не тільки у Великій Британії, але і у США. Працювала з багатьма відомими порностудіями, в тому числі: Evil Angel, Elegant Angel, Hustler, Jules Jordan Video.
Себе описує як бісексуалку, хоча відразу додає, що ніколи не будуватиме стосунки із жінкою.

## Нагороди та номінації
Перемоги
- 2004 BGAFD Award — Best Female
- 2006 UK Adult Film and Television Awards — Best Female Performer In An Anal Scene[4]

Номінації
- 2003 XRCO Award — Superslut
- 2003 XRCO Award — Sex Scene, Couple — Interracial Lust 1
- 2003 XRCO Award — Group Scene — Seven The Hard Way 2[5]
- 2004 AVN Award — Female Foreign Performer of the Year
- 2004 AVN Award — Best Group Sex Scene, Video — 7 The Hard Way 2[6]
- 2005 AVN Award — Best Anal Sex Scene — Tails Of Perversity 11[7]
- 2005 Ninfa Prize — Most Original Sex Scene — Serial Fucker 6
- 2005 Ninfa Prize — Best Actress — Cabaret Bizarre[8]
- 2006 AVN Award — Female Foreign Performer of the Year
- 2006 AVN Award — Best Oral Sex Scene, Video — Big Gulps
- 2006 AVN Award — Best Sex Scene in a Foreign-Shot Production — Cabaret Bizarre
- 2006 AVN Award — Best Sex Scene in a Foreign-Shot Production — Cum Swappers 2[9]

## Цікаві факти
- Має два татуювання (метелик на лівому стегні, бритва на лівій лопатці).